# Tera Computer
Tera Computer Company — производитель программного и аппаратного обеспечения для высокопроизводительных систем. Основана в 1987 году в Сиэтле Джеймсом Роттсолком и Бартоном Смитом. Первым продуктом компании для суперкомпьютеров был продукт под названием Tera MTA (англ.), особенностью которого была чередующаяся многопоточность, то есть циклический процессор. Несмотря на то, что он не имел коммерческого успеха, компания стала пионером в многопоточной технологии.
После покупки подразделения Cray Research у компании Silicon Graphics в 2000 году, компания была переименована в Cray Inc.